# Eclytus exornatus
Eclytus exornatus är en stekelart som först beskrevs av Johann Ludwig Christian Gravenhorst 1829.  Eclytus exornatus ingår i släktet Eclytus och familjen brokparasitsteklar. Arten är reproducerande i Sverige. Inga underarter finns listade i Catalogue of Life.